# مستشفى جابر الأحمد
مستشفى جابر الأحمد هو مستشفى حكومي يقع في دولة الكويت، وصنف كأكبر مستشفى في منطقة الشرق الأوسط، ويحتل المرتبة السادسة عالمياً من حيث المساحة والطاقة الاستيعابية، حيث تبلغ مساحة المستشفى الإجمالية حوالي 720.000 م2، ويبلغ ارتفاعه حوالي 65م.

## الأقسام والمرافق
يحتوي المستشفى على خمسة أبراج خاصة بغرف المرضى بواقع تسعة طوابق لكل برج من الأبراج، ومن المرجح أن يتم عمل توسعة مستقبلية لإضافة برج سادس، وتبلغ الطاقة الاستيعابية للأسرة حوالي 1200 سرير، ومن أهم مميزات المستشفى أنها تحتوي على مول طبي تم تصميمه على شكل هلال زجاجي يمتد طوله إلى واحد كيلومتر ويضم محلات متنوعة كالصيدلية ومحلات للهدايا بالإضافة إلى استراحات عديدة للمراجعين والمرضى، كما يحيط بالمستشفى سبع مداخل ولكل مدخل منها ست مصاعد خاصة للزوار بالإضافة إلى مصاعد خاصة للمرضى وللخدمات ليصبح إحمالي المصاعد في المستشفى حوالي 150 مصعد، أما أقسام المستشفى الرئيسية فهي كالآتي :

### أبراج المرضى
تقع أبراج المرضى في الجزء الشمالي للمستشفى ويتميز بإطلالة خارجية لكل غرف المرضى مع مراعاة دخول الشمس إلى الغرف، كما تحتوي الأبراج على أقسام داخلية للخدمات الإدارية وخدمات العناية بالمرضى بالإضافة إلى أجنحة خاصة لكبار الشخصيات، وتوفير خدمات متكاملة أخرى لراحة ورعاية المرضى.

### مبنى التشخيص والعلاج
يقع مبنى التشخيص والعلاج أسفل برج المرضى حيث يفصل عنه المول الطبي، ويحتوي هذا المبنى على كافة خدمات التشخيص والعلاج اللازمة للمرضى مثل غرف العمليات بكافة أنواعها، ومختبرات التحاليل وبنك الدم وغرف للأشعة بأنواعها، بالإضافة إلى قسم خاص للكوارث والحوادث وهذا القسم يعتبر جديد في الكويت فلم يسبق لأي مستشفى أن تخصص قسم خاص للحوادث والكوارث كما في مستشفى جابر، ويقع القسم في اخر المبنى، كما يوجد أيضا في المبنى الأقسام الخاصة بأمراض النساء والولادة بالإضافة إلى احتوائه على مخازن عامة للمستشفى.

### مبنى طب الأسنان
وهو مركز تخصصي خاص بطب الأسنان، وهو مبنى منفصل يتوفر به كافة الخدمات اللازمة لعلاجات الأسنان وتجميلها وسيتم تجهيزه بأحدث التقنيات والأجهزة الطبية التي تتعلق بطب الأسنان، يقع المبنى في الركن الجنوبي الغربي للمستشفى.

### العيادات الخارجية
يحتوي مبنى العيادات الخارجية على عيادات متكاملة تشمل كافة الخدمات التي يحتاجها المرضى لتلقي العلاجات لمختلف التخصصات الطبية، وسيتم تجهيزها بأحدث التقنيات والمعدات اللازمة.

### مواقف للسيارات
تم تصميم مواقف السيارات على شكل منحني ليحيط بجميع جوانب مبنى المستشفى، ويتكون من ثلاث طوابق بالإضافة إلى الطابق الأرضي، وقد روعي في تصميمه السماح بمرور الإضاءة الطبيعية لكل دور من الأدوار تحت الأرض، وتبلغ الطاقة الاستيعابية لمواقف السيارات حوالي 5000 سيارة.

### منصات هبوط للمروحيات
يضم المستشفى ثلاث منصات خاصة لهبوط المروحيات لتسهيل عملية نقل المرضى الذين يعانون من حالات خطرة، وتم وضعها فوق مباني هامة مثل مبنى الحوادث والكوارث يوجد فوقه مهبط، والمهبطان الآخران يقعان على سطح الدور الثامن الخاص بأبراج المرضى تم توزيعهما على الجهة الشرقية والغربية، وواحد من هذين المهبطين تم تخصيصه لمروحيات كبار الشخصيات ليتمكنوا من الوصول إلى المستشفى جوا.

### الوحدة المركزية
وحدة خاصة بمبنى منفصل تضم خدمات الورش والمصبغة والصيانة وخزانات مياه التكييف والمحركات والأجهزة الضخمة، وقد روعي في تصميم المبنى بأن يكون بناؤه على عمق 22 م حتى لا يشكل أي إزعاج للمتواجدين بالمستشفى عند أعمال الصيانة وفي أصوات المحركات.مبنى الوحدة المركزية

### سكن الموظفين
تم توفير مبنى خاص في الركن الشمالي الغربي للمستشفى وهو عبارة عن مجمع سكني يحتوي على أكثر من 200 وحدة سكنية وهي خاصة لطاقم الأطباء والتمريض في المستشفى، لتأمين احتياجاتهم من المسكن بالقرب من المستشفى حتى لا تشكل أي إعاقة لهم للبدء في عملهم اليومي المعتاد.سكن الاطباء

### مساحات خضراء
بالإضافة إلى الأقسام والمرافق الرئيسية للمستشفى فلا بد وأن يكون هناك جانب جمالي ليضفي راحة نفسية للمرضى والمراجعين حيث تم إنشاء حاجز زراعي يحيط بالمستشفى يفصل بينها وبين شبكة الطرق المجاورة للحد من الضوضاء الناتجة عن حركة المرور في الشوارع، كما تم تزويد المنطقة الخارجية بمسطحات خضراء تجميلية تم توزيعها على الطريق الدائري للمستشفى من الداخل وبمواقف السيارات، كما يوجد مسطحات خضراء في المبنى الخاص بالتشخيص والعلاج وهي عبارة عن حدائق ومزارع تجميلية متداخلة، ويوجد أيضا مسطحات خضراء في مبنى السكن الخاصة بهيئة التمريض.